# Josef Carlone
Joseph Leopold Carlone (* vor 5. Mai 1678; † vor 28. November 1739) war ein steirischer Barockbaumeister.

## Leben
Er war Spross der italienisch-schweizerischen Künstlerfamilie, Sohn von Joachim Carlone und Bruder von Franz Anton Carlone. Von 1696 bis 1700 war er auf Wanderschaft und danach in Graz tätig, wo er 1704 die Prüfung als Maurermeister ablegte. Ab 1708 war er (zusammen mit Anton Leitner und Andreas Stengg) Prüfungskommissar und ab 1714 „landschaftlicher Maurermeister“, in welcher Eigenschaft er (im Auftrag der Landschaft) ein Jahr in Warasdin tätig war. Bald nach dem Tod des Vaters übernahm er dessen Werkstatt.
Seine Witwe Juliane (* 1699), von der er sieben Kinder hatte, heiratete 1740 seinen Mitarbeiter Josef Hueber, der seine unvollendeten Werke beendete.

## Werke
in der Steiermark
- Gartenhaus der Jesuiten in Graz (1716, zusammen mit Leitner, nicht erhalten)
- Pulverturm am Schlossberg in Graz tätig (1716)
- Arbeiten am Schloss[4] Oberflanitz-Thannhausen (1717)
- Barockisierung von Schloss Neudau[5] (1720)
- Murbrücke bei Ehrenhausen (1721)
- Mühle für die Deutschordenskommende (1721)
- Reitschule in Graz (1722–1724)
- Antoniuskapelle der Franziskanerkirche in Graz (1723).
- Die Prunkstiege auf Schloss Thannhausen (1723) zeigt Einflüsse der Prunkstiege seines Vaters in den Grazer Palais Welsersheim und Galler
- Welsche Kirche in Graz-Gries (1725; Zuschr. Moser).
- Armenhaus (heute Altersheim) in Graz-Gries (1725–27; zugeschrieben)
- Mitarbeit bei Befestigungsarbeiten am Grazer Schlossberg (ab 1727)
- Bürgerspital Hl. Geist (1728)
- Forschungslabor auf der Landschaftsbastei in Graz (1729).
- Kursaal in Tobelbad bei Graz (1731–32; später verändert).
- St. Jakob (Freiland) mit Pfarrhof und Schulhaus in Freiland bei Deutschlandsberg, Wiederaufbau nach Brand (1734–35).